# NGC 6680
NGC 6680 ist eine Spiralgalaxie vom Hubble-Typ S im Sternbild Herkules am Nordsternhimmel. Sie ist schätzungsweise 190 Millionen Lichtjahre von der Milchstraße entfernt.
Das Objekt wurde am 2. Juli 1864 von Albert Marth entdeckt.